# Aleks Petkow
Aleks Milenow Petkow (bułg. Алекс Миленов Петков, ur. 25 lipca 1999 w Sofii) – bułgarski piłkarz występujący na pozycji obrońcy w klubie AE Kifisia oraz w reprezentacji Bułgarii.

## Statystyki

### Klubowe
| Klub                   | Sezonów | Liga                 | Liga  | Liga   | Puchar krajowy | Puchar krajowy | Kontynentalne | Kontynentalne | Suma  | Suma   |
| Klub                   | Sezonów | Liga                 | Mecze | Bramki | Mecze          | Bramki         | Mecze         | Bramki        | Mecze | Bramki |
| ---------------------- | ------- | -------------------- | ----- | ------ | -------------- | -------------- | ------------- | ------------- | ----- | ------ |
| Heart of Midlothian FC | 2       | Scottish Premiership | 0     | 0      | 1              | 0              | –             | –             | 1     | 0      |
| Clyde FC               | 1       | Scottish League One  | 14    | 1      | 1              | 0              | –             | –             | 15    | 1      |
| Brechin City           | 1       | Scottish League One  | 4     | 0      | 0              | 0              | –             | –             | 4     | 0      |
| Lewski Sofia           | 1       | Pyrwa PFL            | 12    | 0      | 1              | 0              | –             | –             | 13    | 0      |
| Arda Kyrdżali          | 3       | Pyrwa PFL            | 61    | 2      | 8              | 1              | –             | –             | 69    | 3      |
| Śląsk Wrocław          | 1       | Ekstraklasa          | 15    | 0      | 1              | 0              | –             | –             | 16    | 0      |
|                        | Łącznie | Łącznie              | 106   | 3      | 12             | 1              | 0             | 0             | 118   | 4      |

### Reprezentacyjne
Na podstawie:
| Występy i gole w reprezentacji | Występy i gole w reprezentacji | Występy i gole w reprezentacji | Występy i gole w reprezentacji | Występy i gole w reprezentacji | Występy i gole w reprezentacji | Występy i gole w reprezentacji | Występy i gole w reprezentacji | Występy i gole w reprezentacji |
| Lp.                            | Data                           | Miasto                         | Przeciwnik                     | Wynik                          | Czas                           | Gole                           | Inne                           | Rozgrywki                      |
| ------------------------------ | ------------------------------ | ------------------------------ | ------------------------------ | ------------------------------ | ------------------------------ | ------------------------------ | ------------------------------ | ------------------------------ |
| 1.                             | 26.03.2022                     | Ar-Rajjan                      | Katar                          | 2:1 (1:0)                      | 68′–90′                        |                                |                                | mecz towarzyski                |
| 2.                             | 17.06.2023                     | Kowno                          | Litwa                          | 1:1 (1:1)                      | 1′–90′                         |                                |                                | Eliminacje EURO 2024           |
| 3.                             | 07.09.2023                     | Płowdiw                        | Iran                           | 0:1 (0:1)                      | 1′–59′                         |                                |                                | mecz towarzyski                |
| 4.                             | 17.10.2023                     | Tirana                         | Albania                        | 0:2 (0:1)                      | 1′–90′                         |                                |                                | mecz towarzyski                |

## Życie prywatne
Syn Milena Petkowa.